# Sutton (Nebraska)
Pour les articles homonymes, voir Sutton.
Sutton est une ville américaine située dans le Comté de Clay, au Nebraska. Selon le recensement de 2010, sa population est de 1 502 habitants.